# Ивановка (Арбузинский район)
Ивановка (укр. Іванівка) — село в Арбузинском районе Николаевской области Украины.
Основано в 1888 году. Население по переписи 2001 года составляло 656 человек. Почтовый индекс — 55332. Телефонный код — 5132. Занимает площадь 5,042 км².

## Местный совет
55332, Николаевская обл., Арбузинский р-н, с. Ивановка, ул. Школьная, 2